# Cigudeg (plaats)
Cigudeg is een bestuurslaag in het regentschap Bogor van de provincie West-Java, Indonesië. Cigudeg telt 12.922 inwoners (volkstelling 2010).